# Киевец (Воложинский район)

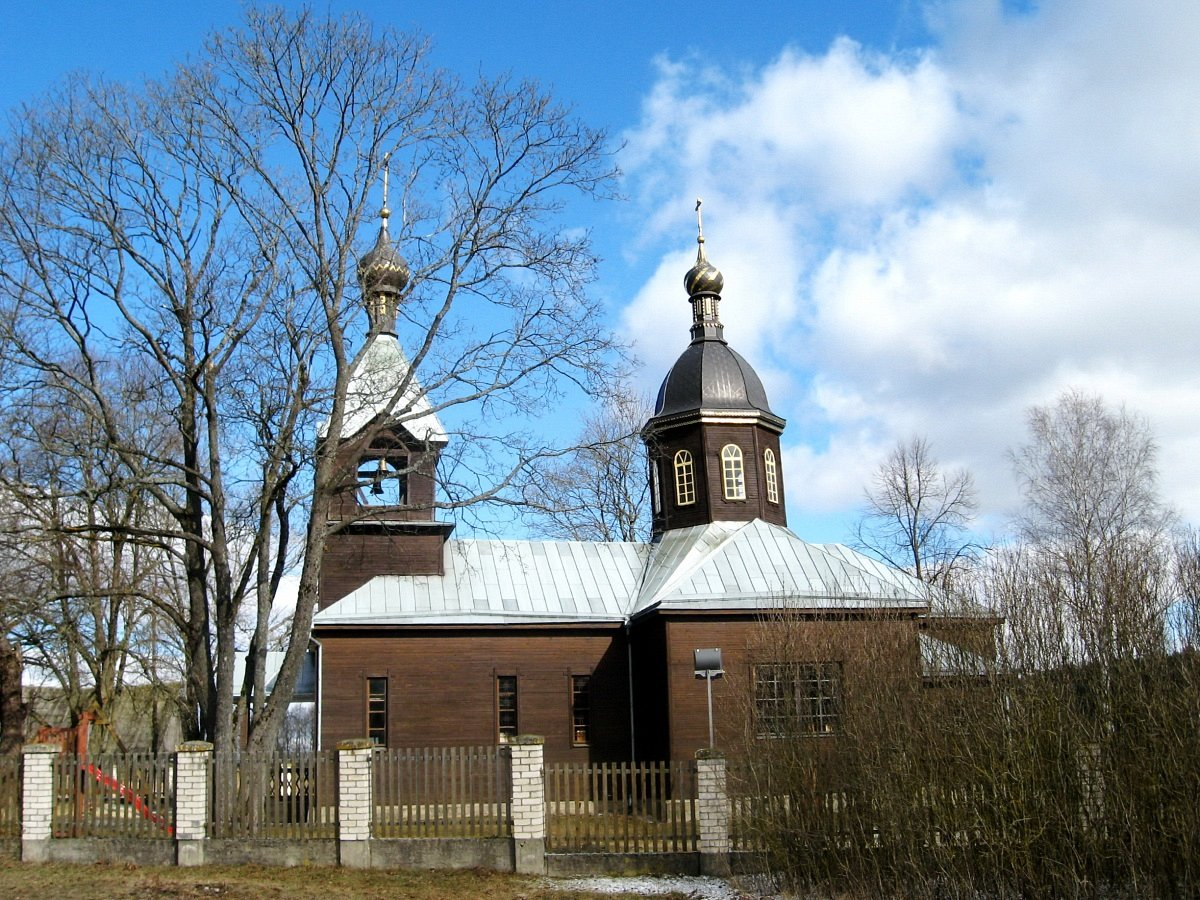
Церковь Св. Троицы

Киевец (бел. Кіявец) — деревня в Воложинском районе Минской области Белоруссии. Входит в состав Першайского сельсовета (до 2013 года входила в состав Яршевичского сельсовета). Население 14 человек (2009).

## География
Киевец находится в 12 км к западу от агрогородка Раков и в 26 км к юго-востоку от райцентра, города Воложин. Деревня стоит на правом берегу реки Ислочь. Связана местными дорогами с Раковым, Ивенцом и окрестными деревнями.

## История
В 1721 году упоминается как имение Киевец Путятинский в Минском воеводстве ВКЛ.

## Достопримечательности
- Православная церковь св. Троицы. Первое здание церкви на этом месте было поставлено в XVIII веке, современная деревянная церковь построена в 1919 году. Памятник деревянного зодчества, включена в Государственный список историко-культурных ценностей Республики Беларусь[2].